# Vickers géppuska
Angol gyártmányú I. világháborús közepes nyílt irányzékú géppuska. Gyártását 1912-ben kezdték el és 1968-ig használták is. A géppuska működéséhez jellemzően hat-nyolcfős csapatra volt szükség: az egyik lőtt, a másik betette a lőszert, a többi segített a fegyver, annak lőszereinek és pótalkatrészeinek szállításában. 
1913-ban szerelték a kísérleti Vickers EFB1 kétfedelű repülőgépre, ami valószínűleg a világ első célirányos harci repülőgépe. Mire azonban az éles verzió, a Vickers FB5 a következő évben szolgálatba állt, a fegyverzetet Lewis fegyverre cserélték. Később a Nemzetközösség országai, India, Pakisztán, Nepál és a Föld több országának hadserege is használta.
A géppuska a Maxim-géppuska leszármazottja. Később a második világháborúban, majd pedig a koreai háborúban is alkalmazták.